# Ганс Блікс
Ганс Мартін Блікс (швед. Hans Martin Blix; нар. 28 червня 1928) — шведський політик та дипломат, міністр закордонних справ Швеції (1978—1979), генеральний директор МАГАТЕ (1981—1997), голова Комісії ООН зі спостереження, контролю та інспекцій (2000—2003).

## Біографія
Ганс Блікс навчався в Університеті Уппсали і Колумбійському університеті. Докторський ступінь захистив у Кембриджському університеті (коледж Трініті-Холл). У 1959 році він став доктором юридичних наук в Стокгольмському університеті, де через рік був призначений доцентом міжнародного права.
З 1962 по 1978 рік Блікс входив до складу шведської делегації на Конференції з роззброєння в Женеві. Він також займав ряд інших посад у шведській адміністрації з 1963 по 1976 рік, а з 1961 по 1981 рік входив до складу шведської делегації в Організації Об'єднаних Націй. З 1978 по 1979 рік Блікс був міністром закордонних справ Швеції.
Блікс очолював кампанію Шведської ліберальної партії на референдумі 1980 року про ядерну енергетику, на користь збереження шведської програми ядерної енергетики.
У 1981 році Блікс став генеральним директором Міжнародного агентства з атомної енергії (МАГАТЕ), змінивши шведа Сігвард Еклунда.
У січні 2000 року призначений, а 1 березня став головою Комісії ООН зі спостереження, контролю та інспекцій (ЮНМОВІК), що займалася контролем за озброєннями в Іраку. Не знайшовши зброї масового ураження в Іраку, Блікс пішов у відставку в червні 2003 року.
З 2003 по 2006 рік очолював так звану Комісію Блікса (Weapons of Mass Destruction Commission), що складалася з 14 відомих політиків. Вона була створена за ініціативою Анни Лінд і фінансувалася шведським урядом. Остаточна доповідь комісії представлена ООН 2 червня 2006 року. У ньому Ганс Блікс критикує Джорджа Буша за порушення Статуту ООН під час нападу на Ірак.

## Відзнаки
- медаль Серафимів (2004)[7]
- Почесний доктор Московського університету (1987)

- Лауреат премії Генрі Де Вольфа Сміта (1988)[4]

- Золота медаль за видатні заслуги в ядерній галузі Всесвітньої ядерної асоціації (1997)

- Почесний доктор Брюссельського вільного університету (2003)

- Премія Улофа Пальме (2003)

- Командор Ордена Почесного легіону (2004)

- Почесний доктор Падуанського університету (2004)

- Сіднейська премія миру (2007)

- Почесний доктор Кембриджського університету (2007)

- Кавалер Великого хреста ордена «За заслуги перед Італійською Республікою»[8]
- Орден князя Ярослава Мудрого III ст. (26 квітня 2011 року) — за значний особистий внесок у подолання наслідків Чорнобильської катастрофи, реалізацію міжнародних гуманітарних програм, багаторічну плідну громадську діяльність[9]